# NGC 3634
NGC 3634 ist eine elliptische Galaxie vom Hubble-Typ Sbc im Sternbild Becher südlich des Himmelsäquators.
Das Objekt wurde am 24. Januar 1887 von Francis Leavenworth entdeckt.